# 土成町水田
土成町水田（どなりちょうみずた）は、徳島県阿波市の大字。2010年10月1日現在の人口は465人、世帯数は151世帯。郵便番号は〒771-1502。

## 地理
阿波市の南部に位置。西は市場町切幡、南は市場町伊月、北は、土成町浦池、東は土成町成当に接し、中央部に土成町秋月を包み込んでいる。南部を徳島県道12号鳴門池田線、中央部を徳島県道139号船戸切幡上板線が走っている。
突出する土成町秋月の西境に指谷川、東境に間谷川、土成町成当との境に日吉谷川が南に流れている。阿波用水が山麓を西に横切る。山中には間谷奥地、山麓に日吉池がある。

### 河川
- 指谷川
- 間谷川
- 日吉谷川

### 小字
- 出口
- 金屋
- 久保田
- 指谷
- 月成
- 堂ヶ池
- 中筋
- 日吉

## 歴史
- 2005年（平成17年）4月1日 - 板野郡土成町が吉野町・阿波郡市場町・阿波町と合併して阿波市となり、住所表記は「板野郡土成町水田」から「阿波市水田」となる。
- 2007年（平成19年）1月1日 - 住所表記に「土成町」が復活し、現在の表記となる。

## 施設
- 小豆洗大師堂 - 四国八十八箇所霊場番外霊場
- 城玉神社
- 日吉神明神社

## 交通

### 道路
都道府県道
- 徳島県道12号鳴門池田線
- 徳島県道139号船戸切幡上板線